# Kosova Hora (zámek)
Zámek v Kosově Hoře je renesanční zámek v centru obce Kosova Hora (čp. 1) nedaleko Sedlčan, v okrese Příbram ve Středočeském kraji.

## Historie

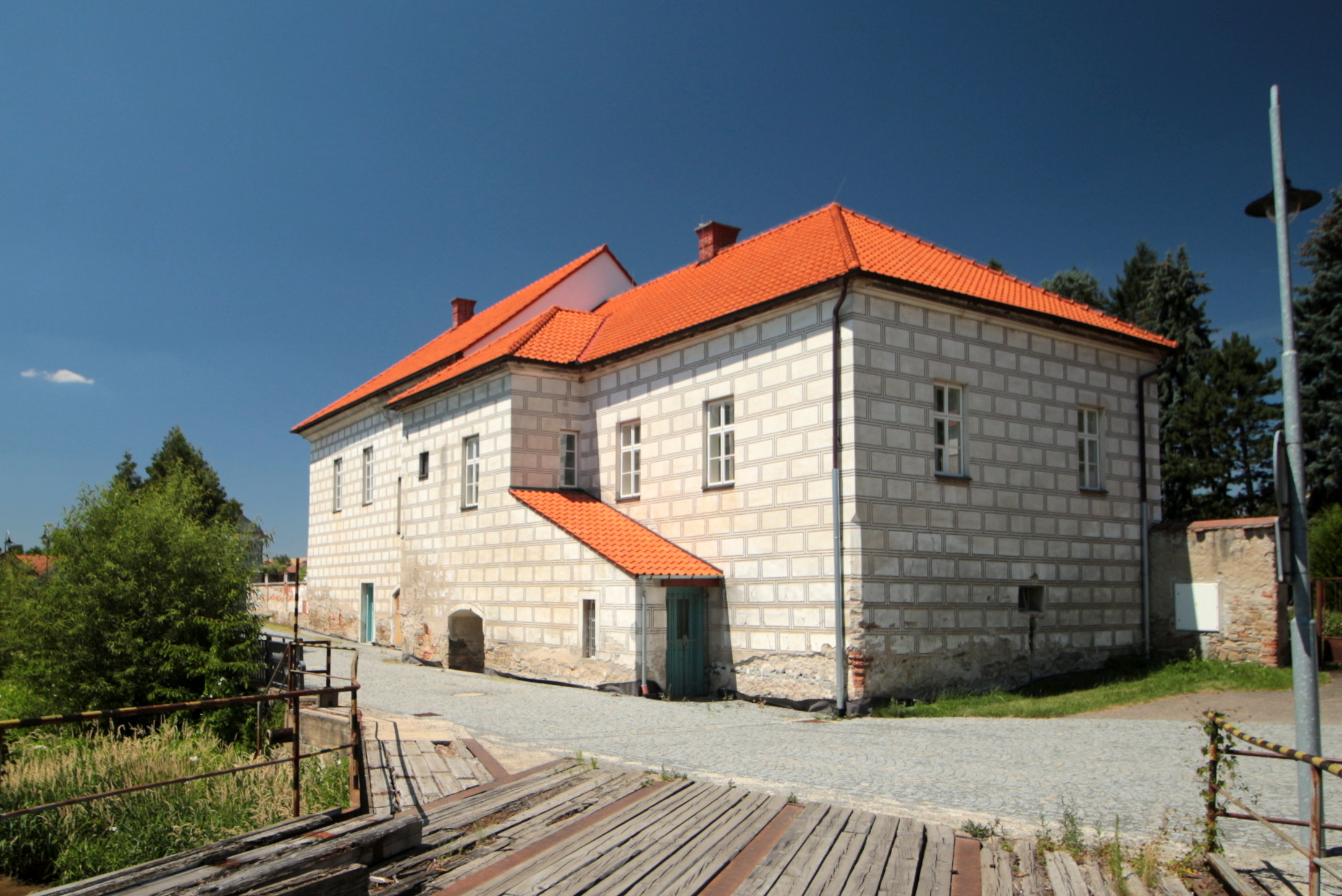
Kosova Hora zámek od východu

První písemná zmínka o obci je z roku 1272 v souvislosti s těžbou zlata za držby pánů z Landštejna. Ti zde vybudovali tvrz, jejíž sklepení se částečně dochovalo ve sklepeních zámku. Později se majiteli panství stali páni z Kosovy Hory z vítkovské šlechty. Ti však nepřežili dobu husitských nepokojů a po nich v roce 1474 panství odkoupili páni z Říčan, kterým patřil nedaleký Červený Hrádek. Pánům z Říčan panství patřilo až do roku 1620, kdy byl Vilémovi mladšímu z Říčan vyvlastněn pro účast na stavovském povstání a panství tak přešlo do rukou Albrechta z Valdštejna a záhy Janu Sezimovi z Vrtby, královskému komorníkovi, hofmistrovi a soudci který skupoval okolní zkonfiskovaná panství.
V průběhu třicetileté války se roku 1635 zámek stal obětí nájezdu švédského vojska, který předznamenal úpadek panství a rychlé střídání majitelů, mezi nimi například Caretto-Millesimové.
Obrat nastává až za majitele Václava Vojtěcha Karvinského rytíře z Karviné panství na počátku 18. století a po něm se opět vystřídalo několik majitelů, mezi nimi i Lobkovicové. Teprve na počátku 19. století se zámek stal majetkem rodu Mladotů ze Solopysk, kteří vlastnili nedaleký Červený Hrádek a zámek se dočkal zásadnějších oprav. V té době přibyly některé empírové prvky. Přestavbu inicioval František Mladota ze Solopysk, po něm byl majitelem Jan Mladota ze Solopysk, jemuž byl zámek zkonfiskován.
V roce 1951 byla provedena vnější úprava omítek zámku do původní podoby se sgrafity.  Datum rekonstrukce je viditelné na omítce zámku.